# Rak marmurkowy
Rak marmurkowy (Procambarus fallax forma virginalis) – zmutowana (triploidalna) forma Procambarus fallax, gatunku dziesięcionoga z rodziny Cambaridae występującego w Ameryce Północnej. Jest hodowany w akwariach, skąd wydostał się na wolność i rozprzestrzenia się jako gatunek inwazyjny. Jest jedynym dziesięcionogiem rozmnażającym się partenogenetycznie, znane są tylko jego samice.

## Zakazy unijne dotyczące raka marmurkowego
Zwierzę to figuruje na liście gatunków inwazyjnych stwarzających zagrożenie dla Unii Europejskiej, publikowanej w rozporządzeniach wykonawczych do rozporządzenia Parlamentu Europejskiego i Rady (UE) nr 1143/2014 z dnia 22 października 2014 r. w sprawie działań zapobiegawczych i zaradczych w odniesieniu do wprowadzania i rozprzestrzeniania inwazyjnych gatunków obcych.
Inwazyjne gatunki obce stwarzające zagrożenie dla Unii (w tym rak marmurkowy) podlegają zakazowi następujących zamierzonych działań:
- wprowadzania na terytorium Unii, w tym przemieszczania tranzytem pod nadzorem celnym;
- przetrzymywania, w tym w obiekcie izolowanym;
- hodowania, w tym w obiekcie izolowanym;
- przywożenia do Unii, wywożenia z Unii lub przemieszczania w granicach Unii z wyjątkiem transportu gatunków do obiektów w związku z ich eliminacją;
- wprowadzania do obrotu;
- wykorzystywania lub wymieniania;
- zezwalania na ich rozmnażanie, hodowlę lub uprawę, w tym w obiekcie izolowanym; lub
- uwalniania do środowiska.

Rozporządzenie 1143/2014 weszło w życie 1 stycznia 2015.

## Pochodzenie i inwazyjność
Procambarus fallax występuje w Stanach Zjednoczonych na terenie Florydy oraz w dopływach rzeki Satilla w Georgii.
Rak marmurkowy (P. fallax f. virginalis) pojawił się w 1995 roku w handlu akwarystycznym w Niemczech. Od około 2003 roku w Europie Środkowej i na Madagaskarze zaczęto stwierdzać jego dzikie, ustabilizowane populacje. Prawdopodobnie wszystkie one pochodzą od jednego klonu lub osobnika introdukowanego w Niemczech w 1995 roku.
Nie wiadomo, czy pojawił się w warunkach naturalnych na obszarze występowania P. fallax czy też w niewoli. Do tej pory nie stwierdzono jednak występowania dzikiego raka marmurkowego (P. fallax f. virginalis) w Ameryce Północnej. Uważa się, że powstał w Niemczech około roku 1995 w wyniku skrzyżowania się w akwarium dwóch osobników P. fallax pochodzących z Florydy.
Stwierdzono jego występowanie w warunkach naturalnych w następujących krajach:

- Austria[13]
- Chorwacja[3]
- Czechy[3]
- Estonia[14]
- Francja[15]

- Holandia[4]
- Niemcy[4][3]
- Rumunia[3]
- Słowacja[3]
- Szwecja[3]

- Polska[16][17]
- Ukraina[3]
- Węgry[3]
- Włochy[4][3]

- Izrael[18]
- Japonia[4][3]
- Madagaskar[4][3]

Rozprzestrzenia się przypuszczalnie dzięki handlowi akwarystycznemu. Z powodu rozmnażania się poprzez partenogenezę nawet pojedynczy osobnik jest w stanie wydać potomstwo dając początek populacji, która mogłaby wyprzeć rodzime gatunki z danego obszaru.
Zaproponowano podniesienie go do poziomu gatunku (aseksualnego) o nazwie Procambarus virginalis.
Rak marmurkowy jest żywicielem Aphanomyces astaci – lęgniowca wywołującego dżumę raczą u Astacoidea.
Jest wszystkożerny, preferuje pokarm roślinny i ślimaki.

## Rozmnażanie
Rak ten rozmnaża się partenogenetycznie. Jest jedynym dziesięcionogiem zdolnym do partenogenezy. Nie występują u niego samce, populacje tworzą wyłącznie samice. Są one triploidalne (AA’B), co może być też powodem ich sposobu rozmnażania się.
Raki Procambarus fallax w warunkach eksperymentalnych kopulują z rakami marmurkowymi (P. fallax f. virginalis), jednak pojawia się wyłącznie partenogenetyczne potomstwo raków marmurkowych. Istnieje więc między nimi bariera reprodukcyjna na poziomie cytogenetycznym, nie behawioralnym.
Osobniki są zdolne do rozrodu od ok. 4 miesiąca życia. Okres rozrodczy u raka marmurkowego trwa przez cały rok z przerwami trwającymi 8–9 tygodni. W tym czasie samica składa 50-150 jaj (zdarza się ponad 270), które trzyma pod odwłokiem. Pomimo preferencji wyższych temperatur, potrafi przezimować w zamarzających zbiornikach. Żyją do kilku lat.

## Morfologia
Zwykle nie przekracza 10 cm długości, choć zdarzają się osobniki mierzące 13 cm. Pancerz raka marmurkowego jest beżowy do ciemnobrązowego, ewentualnie ciemnozielony, z licznymi czarnymi znaczeniami, które układają się w deseń przypominający marmur. W wodach kwaśnych (o niskim pH) występuje odmiana o intensywnie niebieskiej barwie pancerza. Szczypce są stosunkowo małe, zakończone ostrymi kolcami, nie zamykają się szczelnie. Rostrum nie ma grzebienia środkowego, u jego podstawy, za oczami występują pojedyncze guzki postorbitalne.